# Barjac (Gard)
Barjac is een gemeente in het Franse departement Gard (regio Occitanie). De plaats maakt deel uit van het arrondissement Alès. Barjac telde op 1 januari 2022 1.606 inwoners.

## Geschiedenis
In de Gallo-Romeinse periode liep de Romeinse weg van Antoninus Pius, die het gebied van de Helvii met Nîmes verbond, door de gemeente. In de vroege middeleeuwen verloor deze weg zijn belang als handelsweg. Pas in de dertiende eeuw ontstonden jaar- en weekmarkten in Barjac. Goederen werden aangevoerd via muilezelpaden. De markten van Barjac, en vooral de veemarkten, kenden hun hoogtepunt in de negentiende en het begin van de twintigste eeuw.
In 1379 werd begonnen met de bouw van een omwalling. Barjac was tijdens het ancien régime een gemeente bestuurd door consuls.

## Geografie
De oppervlakte van Barjac bedroeg op 1 januari 2022 42,72 vierkante kilometer; de bevolkingsdichtheid was toen 37,6 inwoners per km².

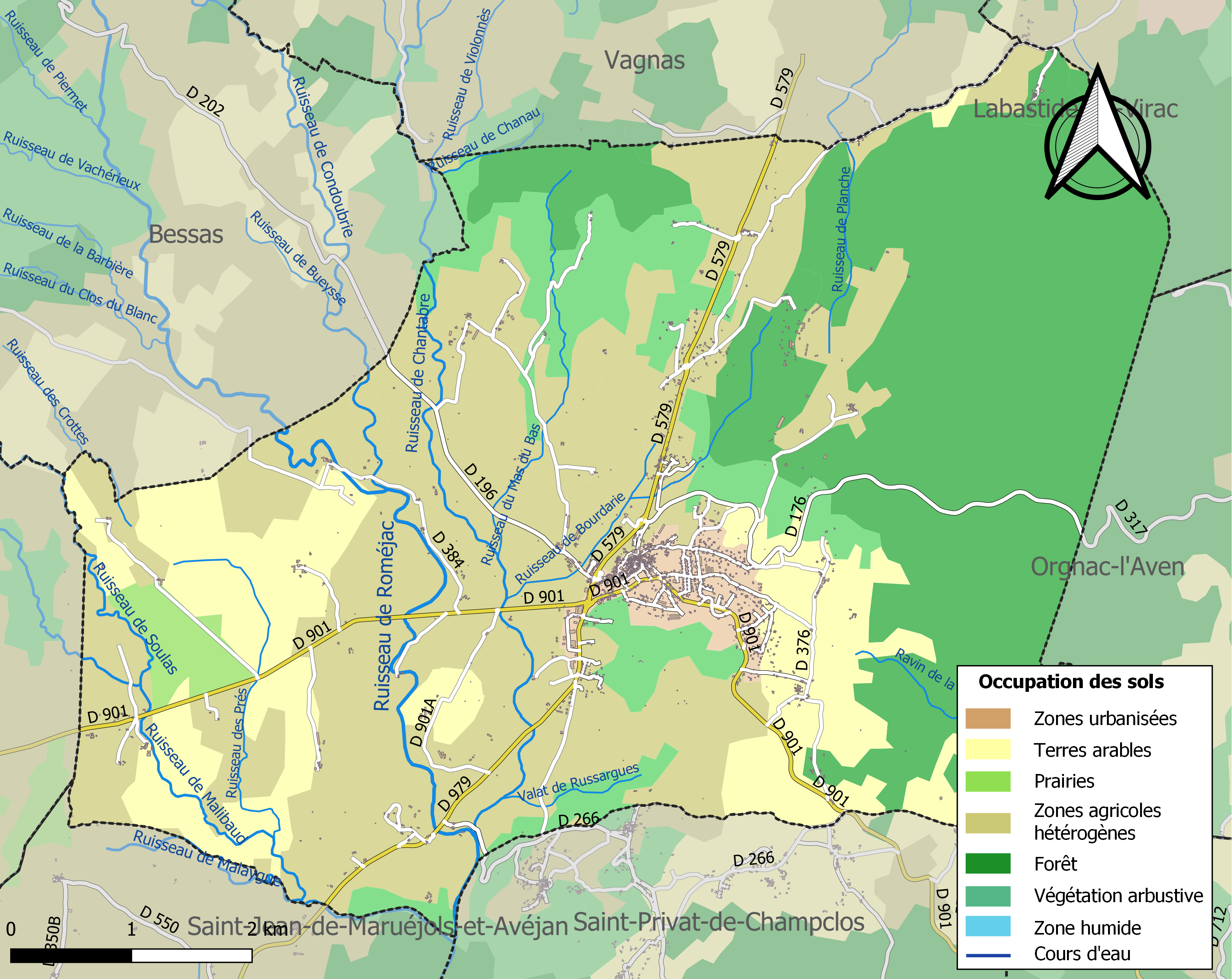
Kaart van de gemeente met belangrijkste infrastructuur, bodemgebruik en omliggende gemeenten

## Demografie
Onderstaande figuur toont het verloop van het inwonertal (bron: INSEE-tellingen).

## Bekende inwoner
Een bekende oud-inwoner van Barjac is de Duitse kunstenaar Anselm Kiefer, die hier woonde en werkte tussen 1993 en 2008.